# Ricarda Huch
Ricarda Octavia Huch (Braunschweig, 18 de julio de 1864 - Schönberg im Taunus, hoy parte de Kronberg, 17 de noviembre de 1947) fue una poeta, filósofa e historiadora alemana.

## Premios
- 1924: Senadora honoraria de la Universidad de Múnich.
- 1931: Premio Goethe de la ciudad de Fráncfort del Meno.
- 1944: Wilhelm-Raabe-Preis.
- 1946: Doctorado honorario de la Universidad Friedrich Schiller de Jena.

## Obras
- Der Bundesschwur. Lustspiel mit Benutzung der historischen Ereignisse in der schweizerischen Eidgenossenschaft vom Jahre 1798. Zürich 1890
- Gedichte. Dresde 1891
- Die Hugenottin. Historische Novelle. in: Schweizerische Rundschau 1892; als Buch Bern 1932
- Evoe. Dramatisches Spiel. Berlín 1892
- Die Neutralität der Eidgenossenschaft besonders der Orte Zürich und Bern während des spanischen Erbfolgekrieges. Diss. Zürich 1892
- Erinnerungen von Ludolf Ursleu dem Jüngeren. Roman. Berlín 1893
- Gedichte. Leipzig 1894
- Das Spiel von den vier Züricher Heiligen. Aufgeführt zur Einweihung der neuen Tonhalle in Zürich am 22. Oktober 1895. Als Manuskript gedruckt Zürich 1895
- Die Wick'sche Sammlung von Flugblättern und Zeitungsnachrichten aus dem 16. Jahrhundert in der Stadtbibliothek Zürich. Neujahrsblatt, hg. v. d. Stadtbibliothek in Zürich auf das Jahr 1895
- Der Mondreigen von Schlaraffis. Novelle. Leipzig 1896
- Teufeleien, Lügenmärchen. Novellen. Leipzig 1897
- Haduvig im Kreuzgang. Novelle. Leipzig 1897
- Fra Celeste und andere Erzählungen (Der arme Heinrich; Der Weltuntergang; Die Maiwiese). Leipzig 1899
- Blütezeit der Romantik. Leipzig 1899
- Ausbreitung und Verfall der Romantik. Leipzig 1902
- Dornröschen. Ein Märchenspiel. Leipzig 1902 (als Festspiel gedichtet 1892 in Zürich)
- Aus der Triumphgasse. Lebensskizzen. Leipzig 1902
- Vita somnium breve. 2 Bde. Roman. Leipzig 1903 (Titel ab 5. Aufl. Leipzig 1913: Michael Unger)
- Von den Königen und der Krone. Roman. Stuttgart 1904
- Gottfried Keller. Berlín 1904
- Seifenblasen. Drei scherzhafte Erzählungen (Lebenslauf des heiligen Wonnebald Pück; Aus Bimbos Seelenwanderungen; Das Judengrab). Stuttgart 1905
- Die Geschichten von Garibaldi. (Bd. 1: Die Verteidigung Roms; Bd. 2: Der Kampf um Rom). Stuttgart und Leipzig 1906-1907
- Neue Gedichte. Leipzig 1908
- Das Risorgimento. Leipzig 1908
- Daas Leben des Grafen Federigo Confalonieri. Leipzig 1910
- Der Hahn von Quakenbrück und andere Novellen (Der Sänger; Der neue Heilige). Berlín 1910
- Der letzte Sommer. Eine Erzählung in Briefen. Stuttgart 1910
- Der große Krieg in Deutschland. Bd. 1-3. Leipzig 1912-1914
- Natur und Geist als die Wurzeln des Lebens und der Kunst. München 1914 (neu hg. als: Vom Wesen des Menschen. Natur und Geist. 1922)
- Wallenstein. Eine Charakterstudie. Leipzig 1915
- Luthers Glaube. Briefe an einen Freund. Leipzig 1916
- Der Fall Deruga. Roman. Berlín 1917
- Jeremias Gotthelfs Weltanschauung. Vortrag. Bern 1917
- Der Sinn der Heiligen Schrift. Leipzig 1919
- Alte und neue Gedichte. Leipzig 1920
- Entpersönlichung. Leipzig 1921
- Michael Bakunin und die Anarchie. Leipzig 1923
- Stein. Wien und Leipzig 1925
- Graf Mark und die Prinzessin von Nassau-Usingen. Eine tragische Biographie. Leipzig 1925
- Der wiederkehrende Christus. Eine groteske Erzählung. Leipzig 1926
- Im alten Reich. Lebensbilder deutscher Städte. (3 Bände: Der Norden/Die Mitte des Reiches/Der Süden) 1927
- Neue Städtebilder (Im alten Reich Bd. 2). Leipzig 1929
- Gesammelte Gedichte. 1929
- Alte und neue Götter (1848). Die Revolution des 19. Jahrhunderts in Deutschland. Berlin und Zürich 1930 (später als: 1848. Die Revolution des 19. Jahrhunderts in Deutschland. 1948)
- Deutsche Geschichte. 1934-49

- Römisches Reich Deutscher Nation. Bd. 1. Berlín 1934
- Das Zeitalter der Glaubensspaltung. Bd. 2. Zürich 1937
- Untergang des Römischen Reiches Deutscher Nation. Bd. 3. Zürich 1949

- Frühling in der Schweiz. Autobiographsische Darstellung. Zürich 1938
- Weiße Nächte. Novelle. Zürich 1943
- Herbstfeuer. Gedichte. Leipzig 1944
- Mein Tagebuch. Weimar 1946
- Urphänomene. Zürich 1946
- Der falsche Großvater. Erzählung. Wiesbaden 1947
- Der lautlose Aufstand. (Über die deutsche Widerstandsbewegung) unvollendet. barb. u. hg. v. G. Weisenborn 1953

## Literatura
- Marie Baum: Leuchtende Spur. Tubinga, 1950.
- Helene Baumgarten: Ricarda Huch. Von ihrem Leben und Schaffen. 2. Aufl. Coloniau.a.: Böhlau. 1968.
- Marianne Beese: Kampf zwischen alter und neuer Welt. Dichter der Zeitenwende (Friedrich Hölderlin - Novalis - Heinrich Heine - Friedrich Hebbel - Ricarda Huch). 2. Aufl. Rostock: Neuer Hochsch.-Schr.-Verl. 2001. ISBN 3-935319-80-0
- Jutta Bendt: Ricarda Huch. 1864-1947. Eine Ausstellung des Deutschen Literaturarchivs im Schiller-Nationalmuseum Marbach am Neckar. 7. Mai - 31. Oktober 1994 Schiller-Nationalmuseum Marbach. Marbach am Neckar: Dt. Schillerges. 1994. (= Marbacher Kataloge; 47) ISBN 3-929146-13-4
- Anne Gabrisch: In den Abgrund werf ich meine Seele. Die Liebesgeschichte von Ricarda und Richard Huch. Zúrich: Nagel u. Kimche. 2000. ISBN 3-312-00264-8
- Gunther H. Hertling: Wandlung der Werte im dichterischen Werk der Ricarda Huch. Bonn: Bouvier. 1966. (= (Abhandlungen zur Kunst-, Musik- u. Literaturwissenschaft; 40))
- Seong-Eun Kim: Das Prinzip Gerechtigkeit. "Geschichtsgefühl" und "Gestaltungskraft" in Ricarda Huchs Werken nach 1914. Aquisgrán: Shaker. 2001. ISBN 3-8265-9144-5
- Hans Henning Kappel: Epische Gestaltung bei Ricarda Huch. Formal-inhaltliche Studien zu 2 Romanen. "Von den Königen und der Krone", "Der große Krieg in Deutschland". Fráncfort del Meno: Lang. 1976. (= Europäische Hochschulschriften; 194)
- Karl Heinz Koehler: Poetische Sprache und Sprachbewußtsein um 1900. Untersuchungen zum frühen Werk Hermann Hesses, Paul Ernsts und Ricarda Huchs. Stuttgart: Heinz. 1977. (= Stuttgarter Arbeiten zur Germanistik; 36)
- Cordula Koepcke: Ricarda Huch, ihr Leben und ihr Werk. Insel-Verlag, Fráncfort del Meno 1996. ISBN 3-458-16774-9
- Vivian Liska: Die Moderne - ein Weib. Am Beispiel von Romanen Ricarda Huchs und Annette Kolbs. Francke, Tubinga u.a. 2000. ISBN 3-7720-2751-2
- Hans-Werner Peter u. Silke Köstler: Ricarda Huch (1864-1947). Jubiläumsband zu ihrem 50. Todestag anlässlich des Internationalen Ricarda-Huch-Forschungssymposions vom 15.-17. November 1997 in Braunschweig. Braunschweig: pp-Verl. 1997. ISBN 3-88712-050-7
- Michael Meyer: Willensverneinung und Lebensbejahung. Zur Bedeutung von Schopenhauer und Nietzsche im Werk Ricarda Huchs. Frankfurt am Main u.a.: Lang. 1998. (= Hamburger Beiträge zur Germanistik; 25) ISBN 3-631-33302-1
- Stefanie Viereck: So weit wie die Welt geht. Ricarda Huch. Geschichte eines Lebens. Reinbek bei Hamburg: Rowohlt. 1990. ISBN 3-498-07059-2
- Michael Meyer: Ricarda Huch-Bibliographie. Viena: Edition Praesens. 2005. (= SealsfieldBibliothek; 4) ISBN 3-7069-0257-5